# Maria Faranduri
Maria Faranduri (grec: Μαρία Φαραντούρη), va néixer el 28 novembre de 1947 a Atenes. És una cantant grega, de música tradicional i popular grega, i també moderna.
D'adolescent va formar part del cor de The Society of Friends of the Greek Music, en el qual s'hi promovia la música tradicional i cultura grega. El 1963, el compositor grec Mikis Theodorakis la va incorporar com a solista en el seu conjunt musical. I des de llavors, moltes de les composicions de Theodorakis van ser escrites específicament per a la seva veu. Una veu de contralt. Una d'aquestes primeres composicions va ser: The Ballad of Mauthausen, de 1966. Això la va portar –al llarg de tota la seva carrera musical- a fer gires arreu de Grècia i a l'estranger, al costat de Theodorakis.
Amb el cop militar de 1967, i amb només 20 anys, Maria Faranduri es va exiliar a París i a Londres. Com que durant Dictadura dels Coronels (1967-1974) es va prohibir la música de Theodorakis i la música grega en general, Faranduri va promoure nombrosos concerts a Europa i a Amèrica per tal de mantenir viu el llegat musical grec i de Theodorakis. D'aquesta manera, es va convertir pel poble grec, en un símbol de la resistència, pel seu compromís social, de la llibertat i de la pau.
En aquest exili, el 1971 Faranduri amb el guitarrista John Williams i Theodorakis, van enregistrar el poemes de Federico García Lorca del Romancero Gitano.
Quan la dictadura grega va caure, Mikis Theodorakis i Maria Faranduri van tornar a Grècia, on van donar concerts multitudinaris. Un dels quals, el 1975, l'Oratori “Canto General” al Karaiskakis Stadium, davant de 125.000 persones, amb el baríton Petros Pandis. És una de les obres més emblemàtiques del compositor Mikis Theodorakis, amb poemes de Pablo Neruda, i musicada durant els anys 1971-1973. La versió completa es va instrumentar l'any 1981.
Ha actuat en importants festivals internacionals amb reconeguts artistes estrangers com: Juliette Greco, Mercedes Sosa, Myriam Makeba, Inti Illimani, Savina Giannatou, Lucio Dalla i Maria del Mar Bonet.
El 28 de desembre de 2000 va actuar a l'Auditori de Barcelona amb Maria del Mar Bonet en el Concert d'homenatge a la Grècia de Theodorakis.
El 14 de juny de 2004 va interpretar l'Oratori "Canto General" al Palau de la Música Catalana de Barcelona durant el Fòrum de les Cultures. Juntament amb el solista baríton Petros Pandis, el Cor Lieder Càmera i l'Orquestra Ensemble Barcelona Ad Libitum.
A més a més de les col·laboracions amb els compositors Mikis Theodorakis, Manos Hadzithakis, Mihalis Grigoriou, Zülfü Livaneli, Maria Faranduri ha anat buscant lligams amb altres compositors, músics i cantants de generacions més joves. Amb diferents estils i ritmes, des de la música tradicional grega, la música clàssica, la música romana d'Orient, la música d'arrels ètniques... fins al blues. I darrerament el jazz, amb el saxofonista Charles Lloyd.
Maria Faranduri va ser diputada del Parlament grec, entre 1989-1993, del partit Moviment Socialista Panhel·lènic (PASOK).

## Premis
Creu d'Or de l'Ordre del Fènix: Maria Farantouri va rebre aquest premi el 23 de setembre de 2004 de mans de Konstandinos Stefanópulos, President de la República de Grècia, com a reconeixement a la seva contribució i difusió de la música i cançons gregues.
Premi Tenco 2014: Maria Faranduri va rebre aquest premi l'octubre de 2014 al Teatre del Casinò de Sanremo per les seves cançons de "Resistenze".
Premi LiberPress 2017: Maria Faranduri va rebre aquest premi dins la categoria Cançó 2017, a l'Auditori de Girona de mans de Carles McCragh, president de l'Associació LiberPress, i Pere Vila, president de la Diputació de Girona. El premi va voler ressaltar la seva lluita per la democràcia, les llibertats i el respecte als drets humans mitjançant la cançó social i de protesta grega.

## Discografia[6]
- 1966: The Ballad of Mauthausen, Six Songs (Mikis Theodorakis)
- 1971: Songs of Freedom «Romancero Gitano» (Mikis Theodorakis - Federico Garcia Lorca - John Williams)
- 1974: Greek popular music
- 1975: Canto General (Mikis Theodorakis - Pablo Neruda)
- 1979: Maria Farantouri Live
- 1980: Lieder Aus Griechenland
- 1980: Canto General (Mikis Theodorakis - Pablo Neruda)
- 1981: Canto General (Mikis Theodorakis - Pablo Neruda)
- 1987: Maria Farantouri, Live im Olympia (Manos Chatzidakis - Mikis Theodorakis)
- 1987: Ballad of Mauthausen (Mikis Theodorakis)
- 1988: Les Bouzoukis de Mikis Theodorakis avec Maria Farantouri
- 1990: 17 Songs
- 1995: Mikis Theodorakis, The Birthday Concert
- 1996: Poetica (de Mikis Theodorakis)
- 1996: The Era of Melissanthi (Manos Hadjidakis)
- 1997: Hasta siempre (Maria Farantouri - Soledad Bravo - Carlos Puebla)
- 1998: These Absurdities (Manos Hadjidakis, Nikos Gatsos)
- 1998: Asmata (Mikis Theodorakis)
- 1998: Serenates (Mikis Theodorakis - Lefteris Papadopoulos)
- 1999: O ilios kai o chronos (Mikis Theodorakis - Rainer Kirchmann)
- 1999: Symphonietta & État de Siège (Mikis Theodorakis)
- 2000: Mauthausen Trilogy
- 2000: Nostalgia
- 2002: Tou Feggariou Ta Pathi, Federico Garcia Lorca
- 2004: Mosaic
- 2004: The Gates of Eden
- 2005: I Mnimi Tou Nerou (Zülfü Livaneli)
- 2005: Elegy of the Uprooting (Eleni Karaindrou)
- 2007: Maria Farantouri Sings George Gershwin
- 2007: Way Home
- 2007: The Very Best of Maria Farantouri 1965-2000
- 2009: Afieroma ston Miki Theodorakis
- 2010: Maria Farantouri sings Taner Akyol
- 2010: Timeless
- 2011: Athens Concert, Charles Lloyd & Maria Farantouri
- 2013: Ay Amor (Federico García Lorca, Pablo Neruda, Rubén Darío, Darío Jaramillo Agudelo)